# 东坝南站
东坝南站（工程名平房村站）位于中华人民共和国北京市朝阳区平房地区与东坝地区交界朝新大街与东坝中路交叉口北侧，是北京地铁3号线的地铁车站。本站于2024年12月15日随3号线一期开通运营。

## 车站结构

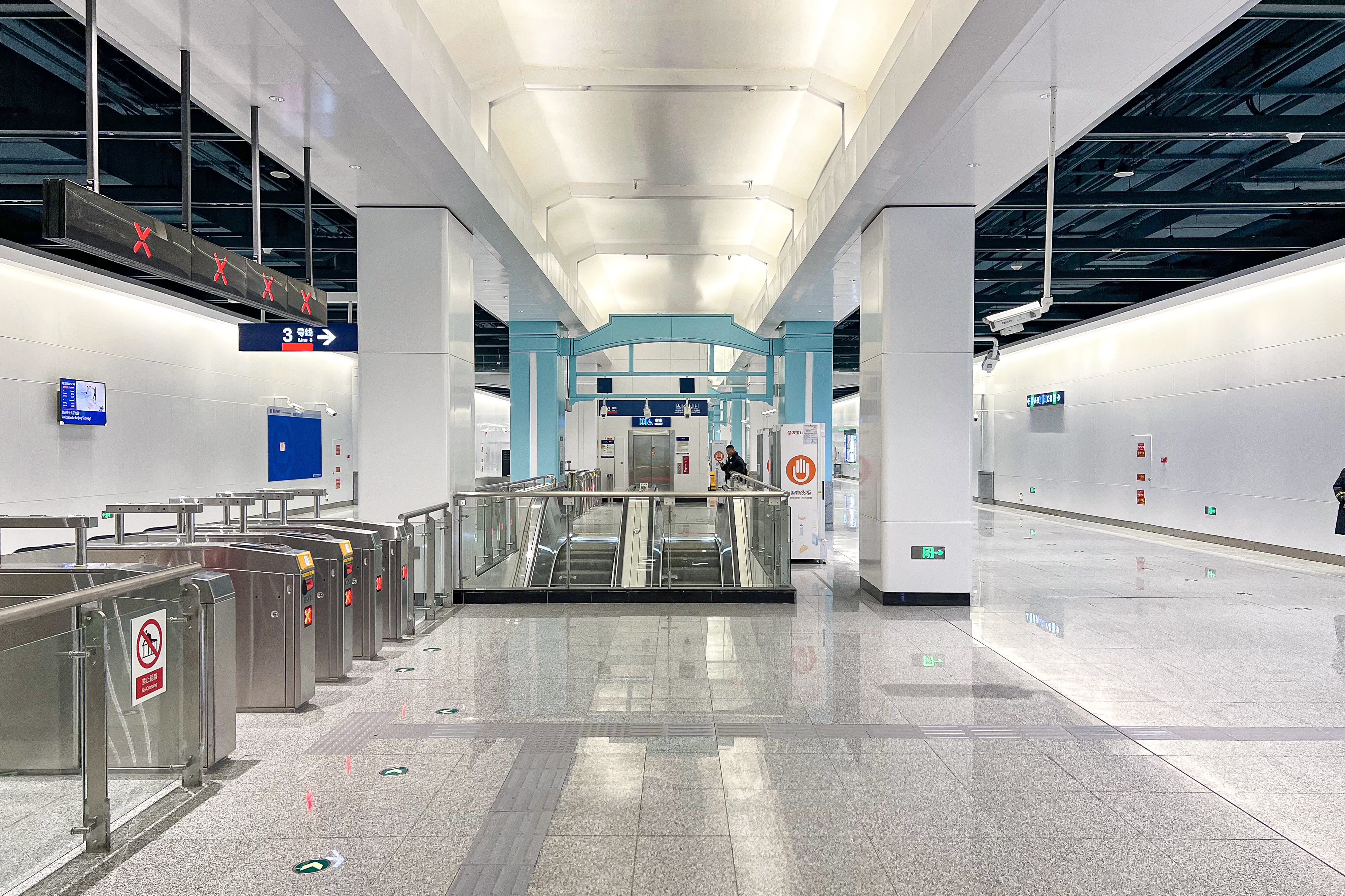
站厅

本站为地下二层双柱三跨岛式车站。
| 1层  | 地面               | 出入口                           |  |  |
| B1层 | 站厅               | 客服中心、自动售票机、进出站闸机 |  |  |
| B2层 |                    | █ 3号线往东四十条（姚家园）      |  |  |
|      | 岛式站台，左侧开门 |                                  |  |  |
|      |                    | █ 3号线往东坝北（东坝）          |  |  |

## 出入口
本站共有6个出入口，其中C1口连接金隅嘉品Mall地下二层。
|                           |          |                                    |      |            |
| 编号                      | 指示     | 建议前往的目的地                   | 图片 | 无障碍设施 |
| 出口 · A                  | 东坝中路 |                                    |      | 不適用     |
| 出口 · B · 升降机标志     | 东坝中路 | 首都医科大学三博脑科医院（新院区） |      |            |
| 出口 · C · 1              | 东坝中路 | 金隅嘉品Mall                       |      | 不適用     |
| 出口 · C · 2              | 朝新大街 |                                    |      | 不適用     |
| 出口 · C · 3 · 升降机标志 | 东坝中路 |                                    |      |            |
| 出口 · D · 升降机标志     | 东坝中路 |                                    |      |            |
| 註： 設有                 |          |                                    |      |            |

## 事故
2024年8月5日晚，一名施工人员（本站上部钢结构、主体及附属公共区装修、地面亭装修及站前广场工程专业分包单位项目现场负责人）在本站B出入口站上钢结构吊装焊接作业期间，违章跨越电梯井平台与基坑挡水墙间肥槽，因现场临边防护设施缺失，坠落至基坑底部后经抢救无效死亡。